# Soloire
La Soloire est une rivière du sud-ouest de la France et un affluent de la Charente. Elle arrose les départements de la Charente et de la Charente-Maritime (région Nouvelle-Aquitaine), au nord-est de Cognac.

## Hydrographie
La Soloire prend sa source en Charente-Maritime, à Neuvicq-le-Château.
Sa longueur est de 34,9 km.
Elle a une très faible pente : 2,2 m/km, car elle parcourt le Pays bas.
Une grande partie de la Soloire et de ses affluents sont des ruisseaux intermittents. Son cours n'est permanent qu'entre Nercillac et son confluent avec la Charente.
La partie de la Soloire en amont de Bréville s'appelle la Rouzille, long ruisseau considéré par le Sandre comme sa branche mère. En aval du confluent avec la Sonnoire, qui est un ruisseau permanent prenant sa source à Sonnac (Charente-Maritime) et le Ru qui descend de Brie-sous-Matha, elle prend le nom de Soloire.
La Rouzille coule vers l'ouest, passe à Siecq, et contourne Sonnac par le nord avant d'obliquer au sud puis à l'est vers Bréville. La Soloire coule ensuite vers le sud.
Les affluents de la Soloire sont :
- la Sonnoire
- le Ru
- le Malémont
- le Ruisseau du Capitaine
- le Thidet
- le Tourtrat
- le Muellon

Elle se jette dans la Charente à Saint-Trojan, commune de Boutiers-Saint-Trojan, juste en amont de Cognac et en limite avec la commune de Saint-Brice, près du Port de l'Échassier.

## Villes et bourgs traversés
- Siecq
- Bréville
- Sainte-Sévère
- Nercillac

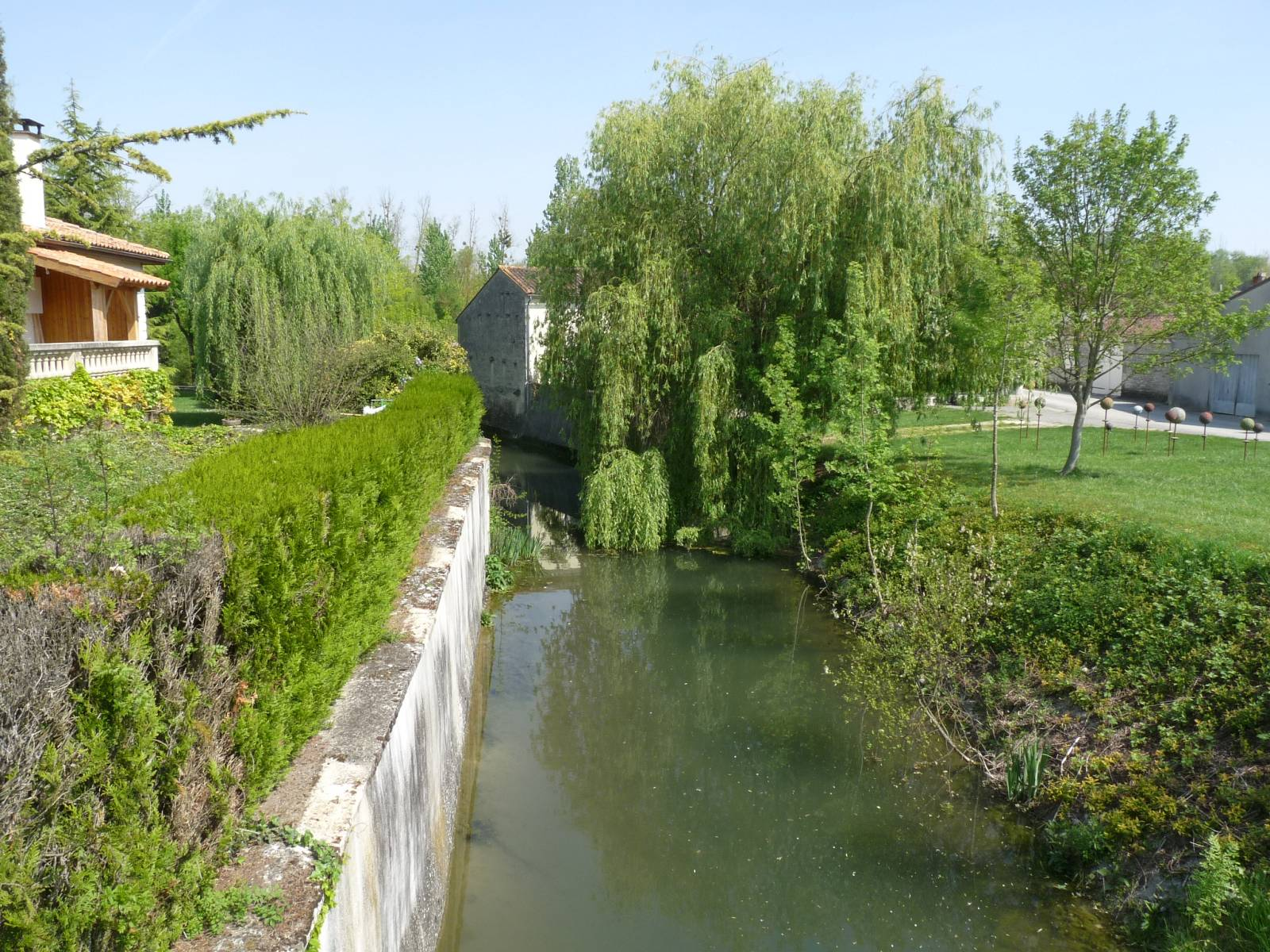
La Soloire à Bréville
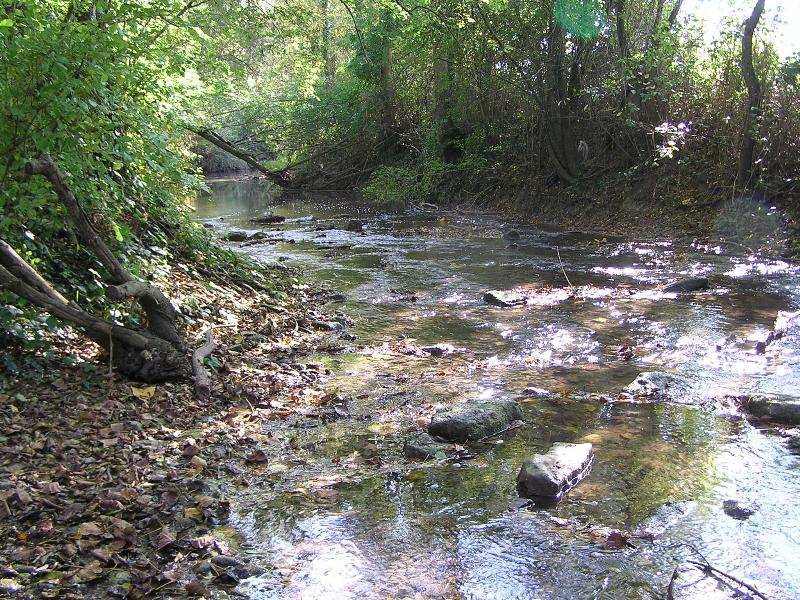
La Soloire à Réparsac
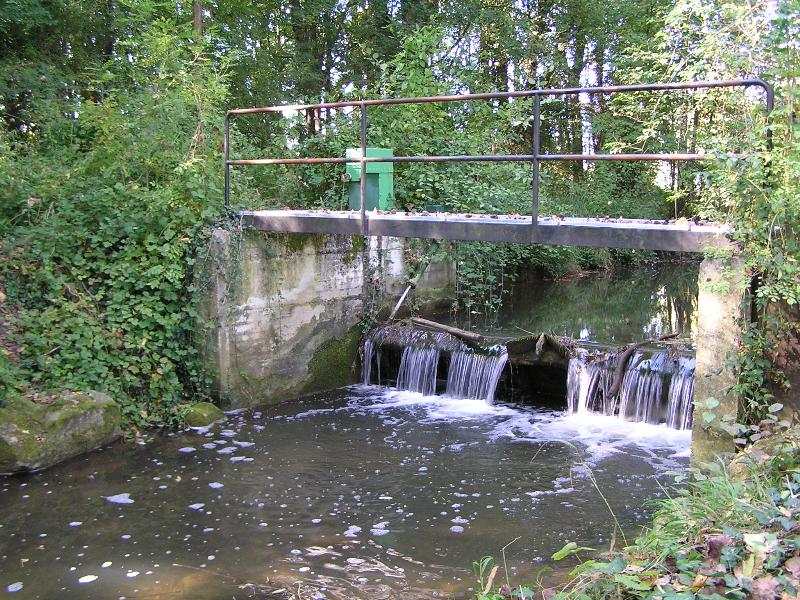
Ouvrage en amont de Sainte-Sévère

## Zone Natura 2000
Le linéaire de la Soloire fait partie du site Natura 2000 de la vallée de la Charente entre Angoulême et Cognac.
La présence du vison d'Europe a été attestée par la prise d'un mâle (relâché en parfaite santé) début 2009.
La fritillaire pintade affectionne les parties les plus humides de ses berges.

## Moulins
- sur le Malémont, commune de Macqueville, le moulin de Malémont attesté en 1146[3]
- sur la Sonnoire, commune de Sonnac, le moulin du Maine et le moulin de Gadeville
- sur le ru de Brie
  - moulin Durand et moulin Mercier commune de Brie
  - moulin de la Coudre commune de Bréville
- sur la Soloire
  - moulin de Bréville ou moulin Balan